# 珍妃の井戸
『珍妃の井戸』（ちんぴのいど）は、浅田次郎の小説。『蒼穹の昴』の続編として書かれた。1997年、講談社から刊行。初出は『小説現代』1996年12月号から1997年8月号。講談社文庫にも収録された（2005年4月15日初版）。本作の続編は『中原の虹』である。

## あらすじ

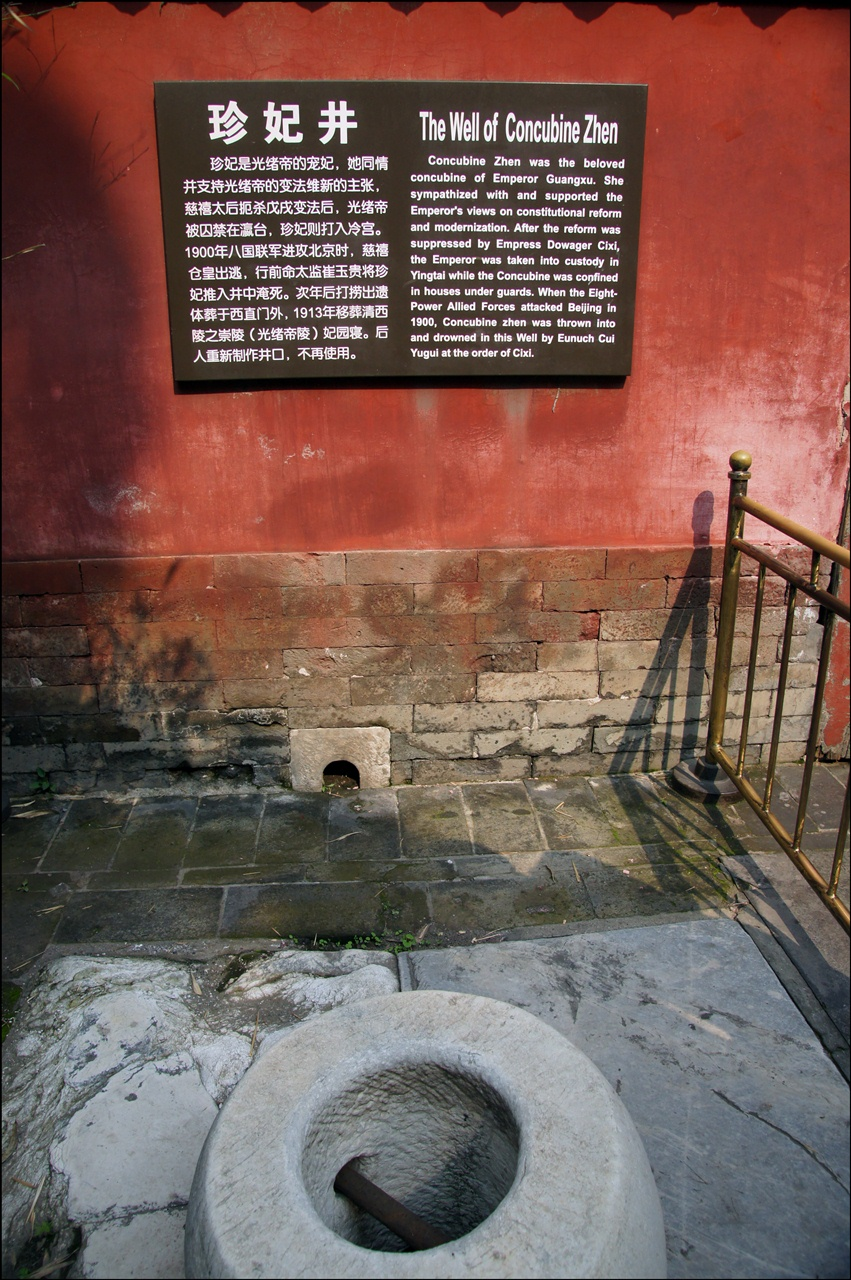
珍妃が投げ込まれた井戸（紫禁城内）

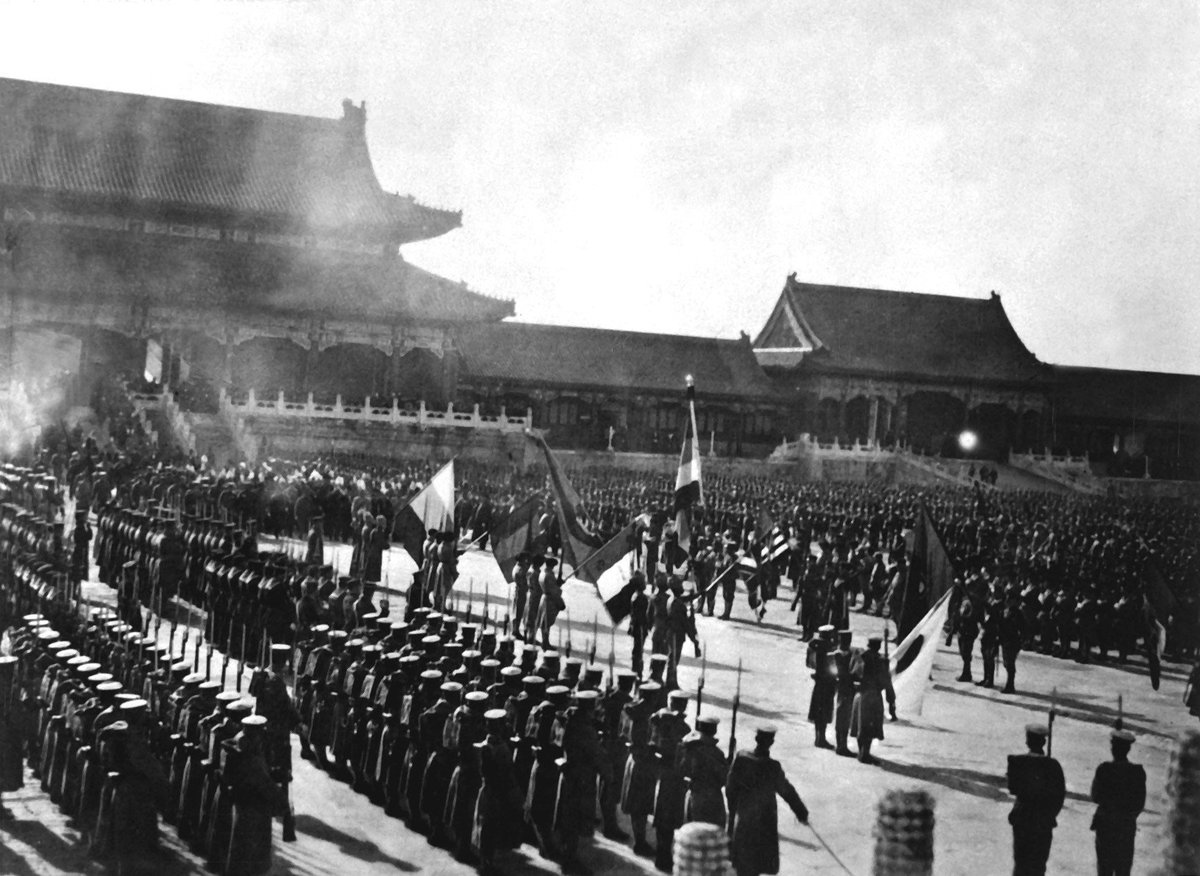
紫禁城内の連合軍

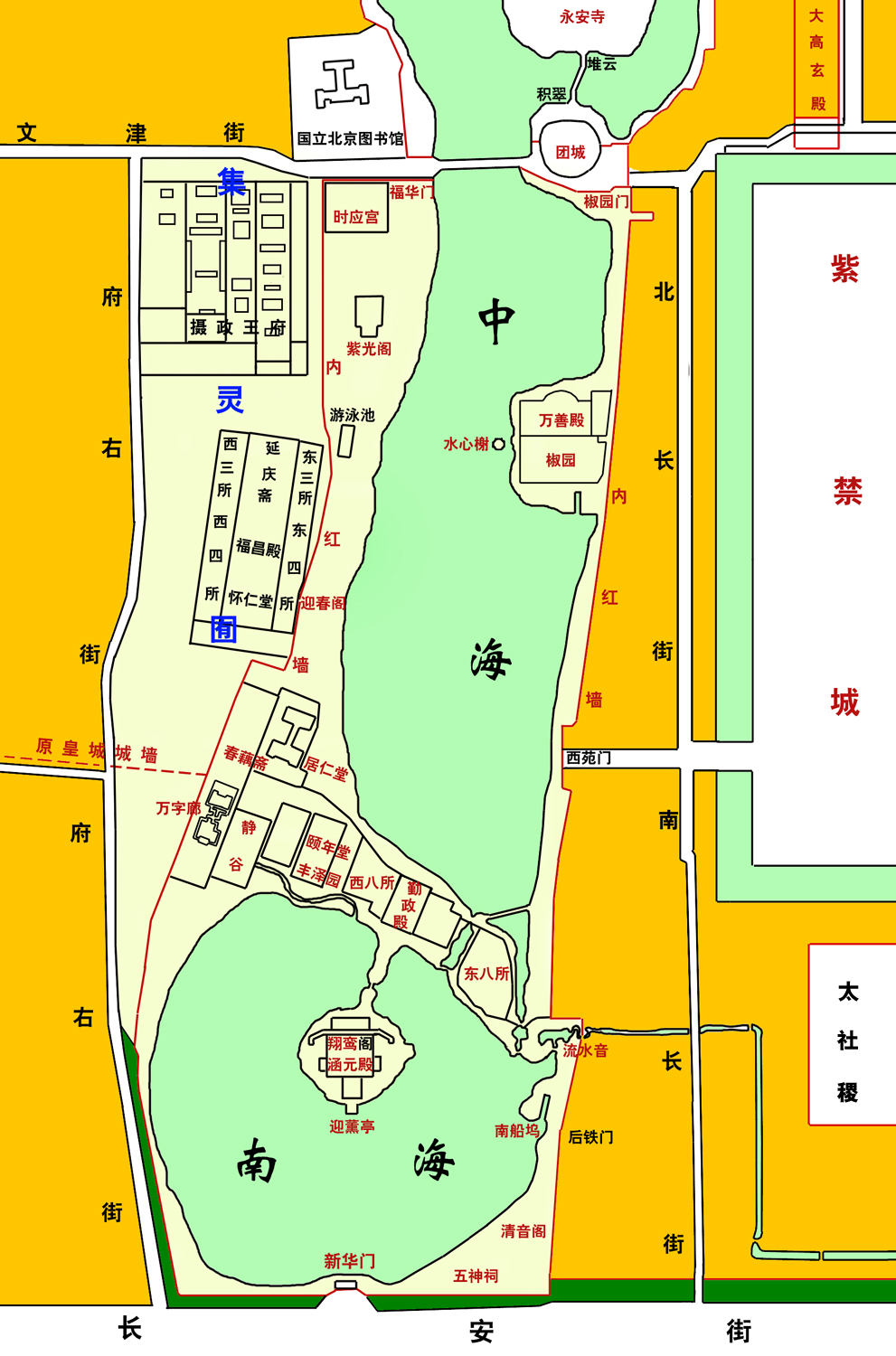
中南海

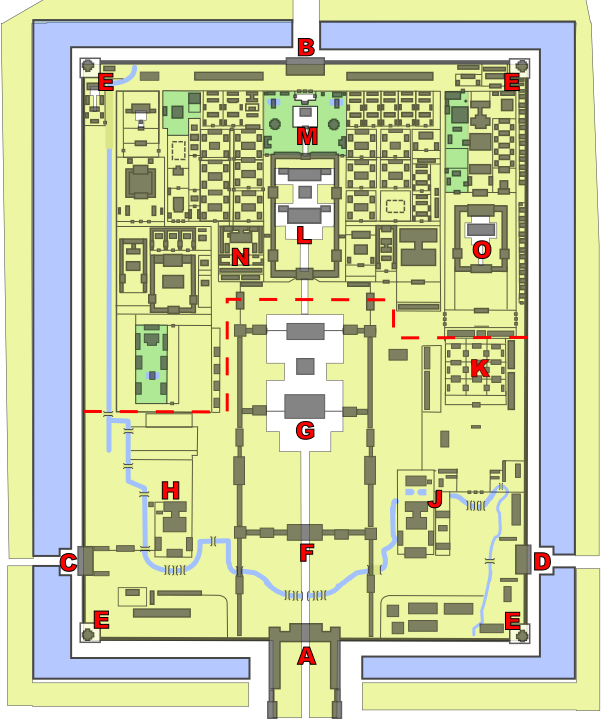
紫禁城

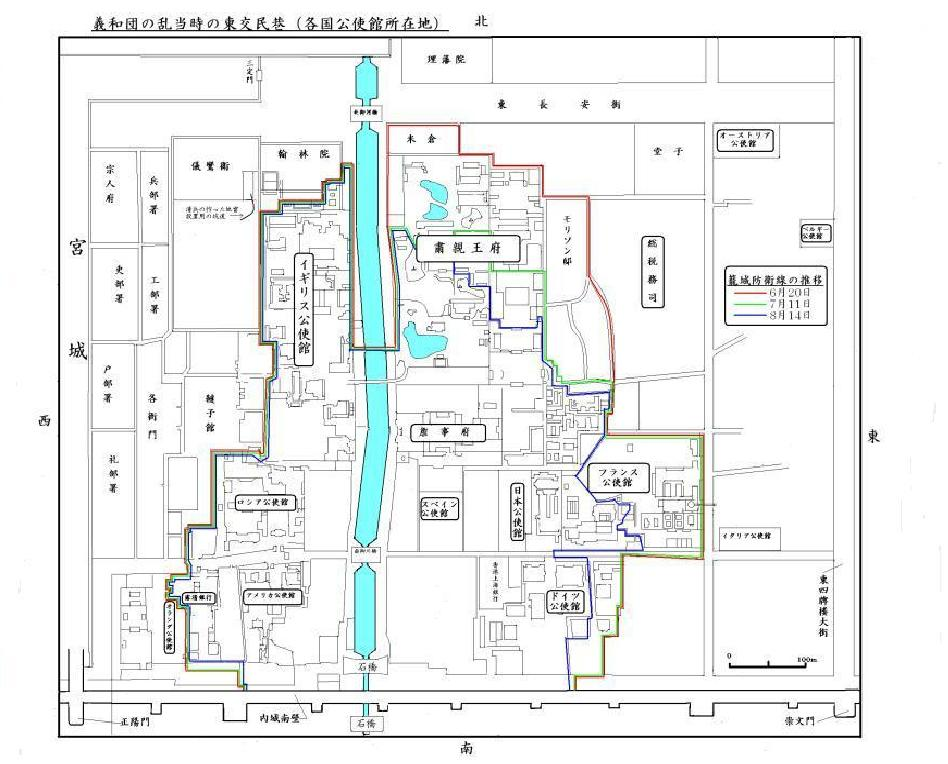
義和団の乱時の東交民巷（トンチャオミンシャン）。2か月弱の防衛線の変化も示す。

1898年に義和団の乱が起こり、清朝の都北京は騒乱状態になり、列強8ヶ国の軍隊がこれを鎮圧した。そんな最中に光緒帝の寵妃珍妃が紫禁城内の井戸に落とされ殺された。1900年、「一国の君主の妃が暗殺されたことは、重大な事件であり真相を突き止めなければならない」と、イギリス帝国の海軍提督エドモント・ソールズベリー、ドイツ帝国の大佐ヘルベルト・フォン・シュミット、ロシア帝国の露清銀行総裁セルゲイ・ペトロヴィッチ、日本の東京帝国大学（支那学）教授松平忠永の4人の貴族が事件の当事者に話を聞きながら真相を解明しようとする。
4人は以下の証言を集めるがつじつまが合わず、真相を知るべく光緒帝本人が幽閉されている中南海の島「瀛台（インタイ）」にのりこむ。
- トーマス・E・バートン記者の証言
- 蘭琴氏の証言
- 袁世凱氏の証言
- 瑾妃殿下の証言
- 劉蓮焦氏の証言
- 愛新覚羅溥儁氏の証言

## 登場人物

### 主要人物
ミセス・張 （ミセス・チャン）
トーマスの現地秘書を務める謎めいた美女。実は清朝第10代皇帝同治帝の隠し子の寿安公主（寿安固倫公主〈1826年 - 1860年〉。史実では父が清朝第8代皇帝道光帝。母が孝全成皇后。德穆楚克扎布に降嫁している。）
エドモント・ソールズベリー
大英帝国の海軍提督。架空の人物。
ヘルベルト・フォン・シュミット
ドイツ帝国の陸軍大佐。架空の人物。
セルゲイ・ペトロヴィッチ
ロシア帝国の露清銀行総裁。架空の人物。
松平忠永 （まつだいら ただなが）
日本の東京帝国大学の支那学教授。架空の人物。
珍妃（ちんぴ、チェンフェイ）/ 他他拉貴妃 / 恪順皇貴妃
戊戌の政変後、北三宮（ペイサンスォ）の冷宮（ランクン）に幽閉されていたが、義和団の乱の最中に井戸に頭から投げ込まれて殺された光緒帝の側室。満州族八旗の他他拉氏の出身。景仁宮（チンレンクン）に住む。西太后と政治的に対立関係にあったといわれる。

### 皇族

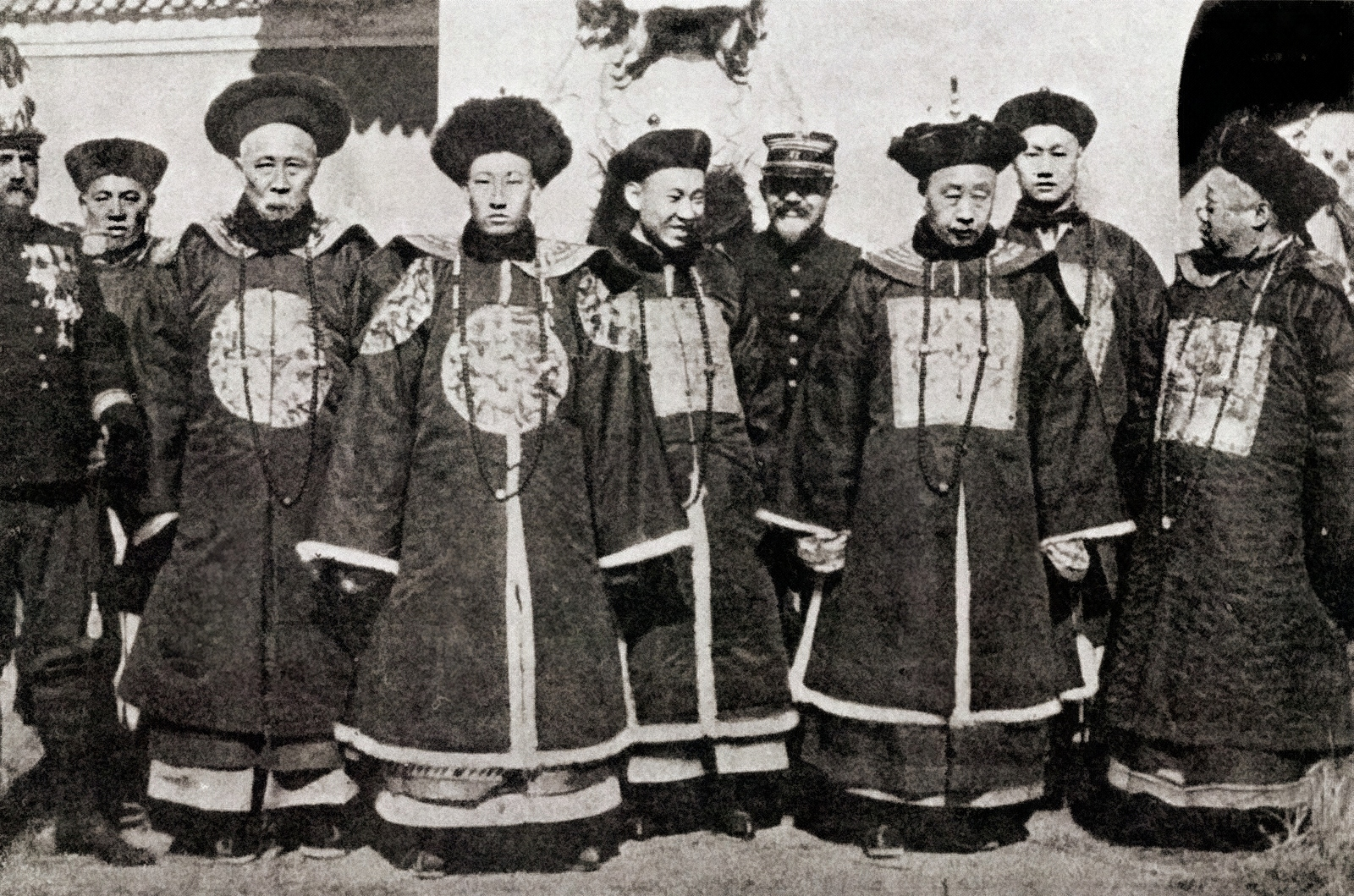
光緒帝載湉

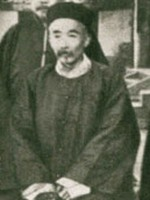
端郡王載漪

西太后（せいたいごう、シータイホウ）慈禧（じき、ツーシー） / 老仏爺（ラオフオイエ）
清朝第9代皇帝咸豊帝の妃（1835年11月29日 - 1908年11月15日）。実子である第10代皇帝同治帝と甥の清朝第11代皇帝光緒帝を据えて垂簾政治を行う。光緒24年(1898年)、光緒帝の親政の為に一度は頤和園へ隠退するが、戊戌の変法の100日後戊戌の政変で復帰。光緒帝が崩御した11月14日、溥儀<1906年2月7日 - 1967年10月17日>を後継者に指名するとともに、溥儀の父（光緒帝の弟、醇親王奕譞の五男）の醇親王載灃（ツァイフェン）<1883年2月12日 - 1951年2月3日>を監国摂政王に任命して政治の実権を委ね、翌日に74歳で崩御。
光緒帝（こうしょてい、グァンシュディ） / 愛新覚羅・載湉（ツァイテン） / 万歳爺（ワンソイイエ）
若き清朝第11代皇帝（1871年8月14日 - 1908年11月14日）。西太后の甥。父は醇親王奕譞（1840年 - 1891年）。母は西太后の妹醇親王妃、葉赫那拉・婉貞。妻も西太后の姪孝定景皇后、葉赫那拉・静芬。史実では寿安公主は叔母にあたる。
隆裕太后（ロンユイタイホウ） / 孝定景皇后
光緒帝皇后。宣統帝の叔母。西太后の姪。鍾粹宮（チュンツイクン）に住む。
瑾妃（きんぴ、チンフェイ）
光緒帝の側室。珍妃の姉。他他拉氏。永和宮（ヨンホクン）に住む。
恭粛皇貴妃（阿魯特氏、珣妃（シュインフェイ）、荘和皇貴妃）
阿魯特氏。
献哲皇貴妃（赫舎里氏、瑜妃（ユイフェイ）、敬懿皇貴妃）
赫舎里氏。
敦恵皇貴妃（西林覚羅氏、瑨妃（チンフェイ）、栄恵皇貴妃）
西林覚羅氏。
鎮国公（ちんこくこう） / 愛新覚羅（アイシンギョロ）載澤（さいたく、ツァイゾォ）
英国留学経験のある皇族。改革派。
端郡王（ドゥァンチュンワン） / 愛新覚羅（アイシンギョロ）載漪（さいい、ツァイイー）
溥儁の父。西太后の甥で光緒帝のいとこにあたる。
保慶帝 / 愛新覚羅（アイシンギョロ）溥儁（プージュン） / 大阿哥（ダァアーゴ）
載漪（ツァイイー）の子。1900年1月24日、己亥の建儲で西太后により皇太子「大阿哥」に据えられ皇帝ともなったが、わずか3日後に廃帝となり光緒帝が復帰した。正式な記録には皇帝と認められていない。1902年、義和団の乱の戦犯として載漪・溥儁父子は新疆省に追放された。子孫に高名な画家の愛新覚羅恒懿がおり、著書「世紀風雪 幻のラストエンペラー」で溥儁の追放とその後について記している。

### 清朝官吏

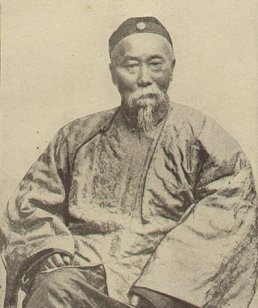
李鴻章

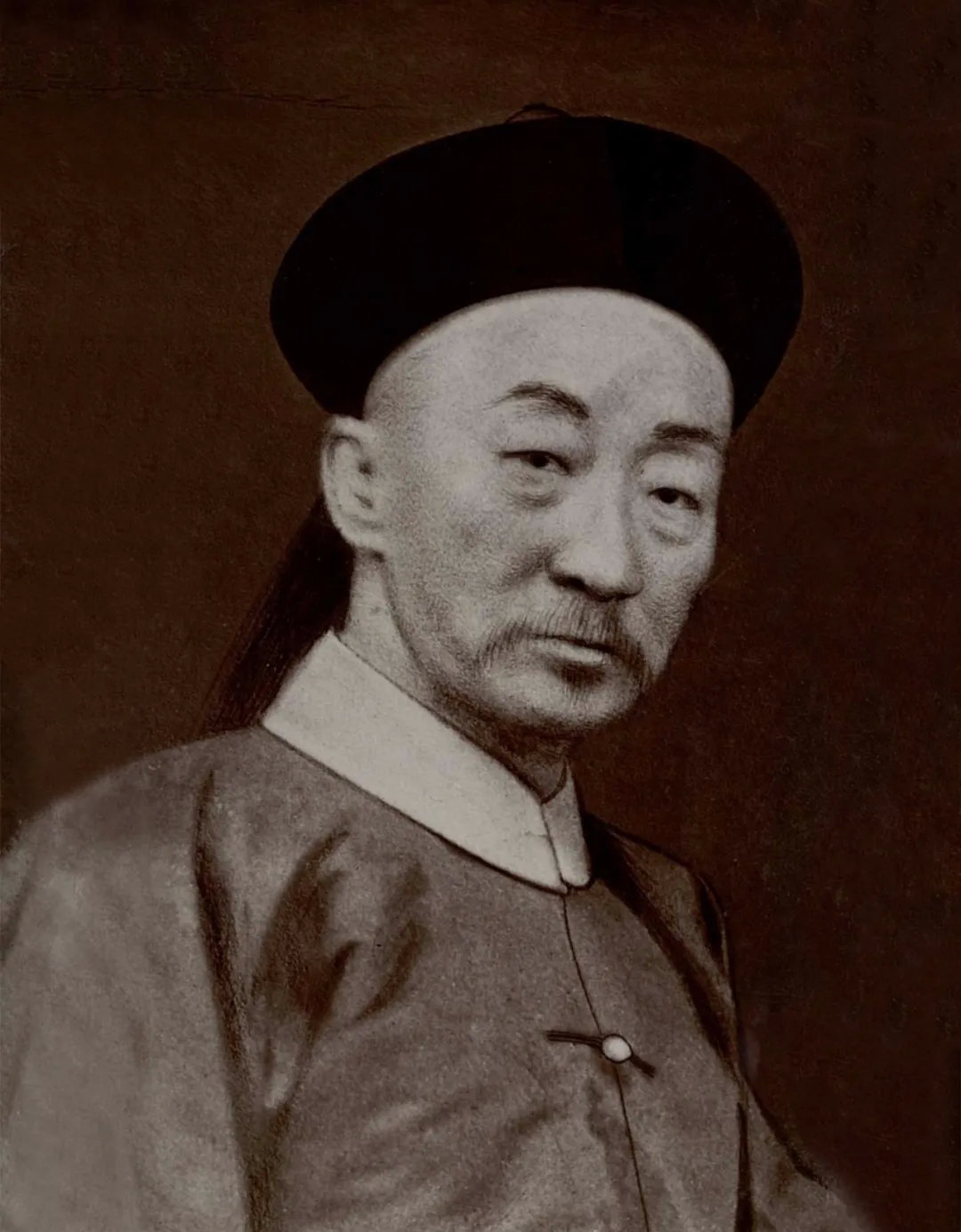
栄禄

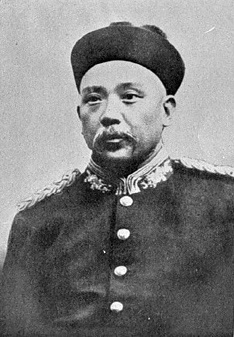
袁世凱

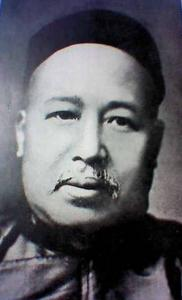
康有為

李春雲（り しゅんうん、リイ チュンユン） / 春児（チュンル）
静海県出身。貧民の子。糞拾いで生計を立てていたが、自ら浄身して老公胡同（ラオコンフートン）で宦官に必要な全てを教え込まれ、紫禁城へ入り西太后に仕える。史実には存在しない架空の人物。張蘭徳の逸話を取り入れている。
梁文秀（りょう ぶんしゅう、リァン ウェンシュウ） / 史了（シーリャオ） / 少爺（シャオイエ）
静海県出身。郷紳の子。春児の兄の義兄弟。科挙に第一等「状元（じょうげん）」で合格し進士となって、光緒帝に仕える。史実には存在しない架空の人物。梁啓超の強学会の逸話を取り入れている。光緒帝の先生をしていた梁鼎芳の逸話も取り入れている。
李鴻章（り こうしょう、リ ホンチャン） / 少荃（しょうせん、シャオチュエン）
天津の直隷総督府に居る清の外交・軍事の最高実力者、直隷総督兼北洋通商大臣。漢民族の将軍。進士。<1823年2月15日 - 1901年11月7日> 物語の始まる光緒12年(明治20年、1887年)には、清仏戦争の責任を非難していた政敵・塞防派の左宗棠が2年前に死去しており、一手に軍事面を掌握していた。翌光緒13年(1888年)、膨れ上がった淮軍は洋式海軍を組織し、丁汝昌率いる北洋艦隊（後の北洋軍）が登場する。
栄禄（えいろく、ロンルー）
西太后の側近。后党の筆頭。<1836年4月6日 - 1903年4月11日> 満洲正白旗人瓜爾佳（グワルギヤ）氏で、西太后の姉妹の子。西太后とは年齢も近く、幼馴染である。1895年、袁世凱を抜擢して新建陸軍を創設する。宣統帝溥儀の母は、栄禄の娘の瓜爾佳幼蘭。戊戌の政変で董福祥（甘粛軍）・袁世凱（新建陸軍）・聶士成（武毅軍）を指揮した。
李蓮英（り れんえい、リィ リェンイン） / 李老爺（リィラオイエ） / 小李子（シャオリィヅ）
宮中の宦官を束ねる大総管。
崔玉貴（さい ぎょくき、ツォイ ユイクィ）
副総管。李蓮英の部下。
劉蓮焦（リウ リェンチャオ） / 劉瑞焦（リウ ルイチャオ） / 劉四老爺（リウスーラオイエ）
永和宮（ヨンホクン）首領太監。御前太監（六品官）。
袁世凱（えん せいがい、ユアン シイカイ） / 慰亭（いてい、ウェイティン）
李鴻章の副官。漢族の軍人。<1859年9月16日 - 1916年6月6日> 滅満興漢の視点から李鴻章の洋務運動を支え、帝党には表面上は協力の姿勢を見せる。新建陸軍の洋式化で新軍（後の北洋軍/北洋政府）を作り上げる。新軍には、馮国璋(直隷派)・段祺瑞(安徽派)・張作霖(奉天派)らが所属する。徐世昌は幼なじみ。
康有為（こう ゆうい、カン ヨウウェイ）
公羊学者。<1858年3月19日 - 1927年3月31日> 香港・上海での外国人との交流から洋務運動に異を唱え、変法による内政改革で立憲君主制を目指している。進士となり、光緒帝を擁して戊戌の変法を主導するも失敗。

### 外国人

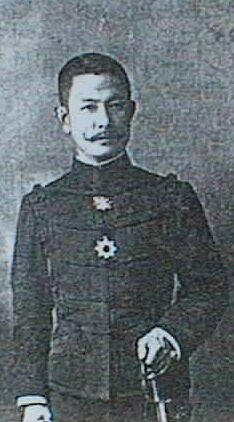
柴五郎

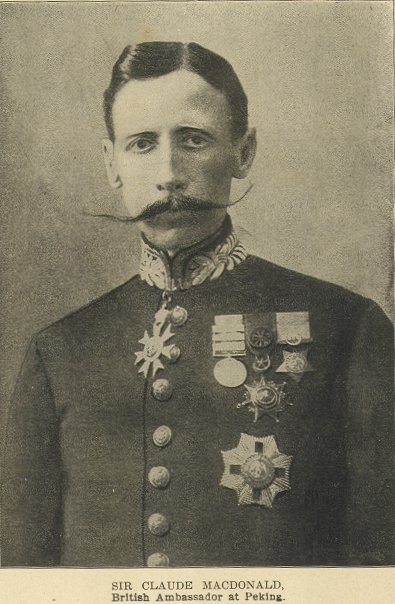
クロード・マクドナルド

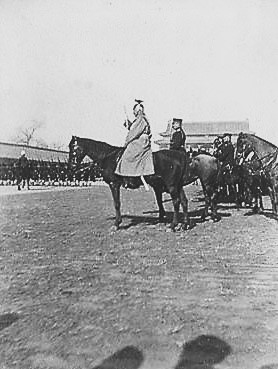
アルフレート・フォン・ヴァルダーゼー

岡圭之介（おか けいのすけ）
日本人。万朝報の新聞記者。会津出身。天津フランス租界で活動中。史実には存在しない架空の人物。余談だが名前は本作の担当編集者から採られた。
トーマス・E・バートン
アメリカ人。ニューヨーク・タイムズの新聞記者。天津フランス租界で活動中。架空の人物。
柴五郎（しば ごろう）
北京東交民巷の日本公使館駐在武官。会津出身。
クロード・マクドナルド
イギリスの退役軍人。北京駐在公使(1895年 - 1900年)。香港の植民地拡大交渉「展拓香港界址専條<1898年5月28日>」を委任され、香港総督サー・ヘンリー・ブレイクからの依頼を受けている。
ファビエ司教 / 樊国梁
東交民巷天主堂のラザリスト会司教。
アルフレート・フォン・ヴァルダーゼー / ワルテルゼー元帥
義和団の乱後に中国に駐屯した8ヶ国連合軍の総司令官。
ロバート・ハート
総理各国事務衙門や中国海関総税務司と交渉する清国海関総税務司。